# Castanet (Aveyron)
Castanet (okzitanisch gleichlautend) ist eine französische Gemeinde im Département Aveyron mit 525 Einwohnern (Stand: 1. Januar 2022) in der Region Okzitanien (vor 2016 Midi-Pyrénées). Sie gehört zum Arrondissement Villefranche-de-Rouergue (bis 2017 Arrondissement Rodez) und zum Kanton Ceor-Ségala. Die Einwohner werden Castanetois und Castanetoises genannt.

## Geografie
Castanet liegt in einem der südwestlichen Ausläufer des Zentralmassivs auf dem Plateau Ségala in der historischen Provinz Rouergue, etwa 23 Kilometer westsüdwestlich von Rodez. Im Osten verläuft der Fluss Lieux de Villelongue, im Westen sein Zufluss Fréjalieu. An der nordwestlichen Gemeindegrenze entspringt das Flüsschen Liort, das zum Lézert entwässert. Umgeben wird Castanet von den Nachbargemeinden Colombiès im Norden, Boussac im Osten, Gramond im Südosten, Sauveterre-de-Rouergue im Süden, Pradinas im Süden und Südwesten sowie Rieupeyroux im Westen.

## Bevölkerungsentwicklung
| Jahr                       | 1936 | 1946 | 1954 | 1962 | 1968 | 1975 | 1982 | 1990 | 1999 | 2006 | 2019 |
| -------------------------- | ---- | ---- | ---- | ---- | ---- | ---- | ---- | ---- | ---- | ---- | ---- |
| Einwohner                  | 1051 | 1003 | 953  | 922  | 802  | 734  | 656  | 591  | 524  | 542  | 517  |
| Quellen: Cassini und INSEE |      |      |      |      |      |      |      |      |      |      |      |

## Sehenswürdigkeiten
- Kirche Saint-Jean-Baptiste
- Kirche Saint-Saturnin im Ortsteil Lardeyrolles
- Kapelle Saint-Joseph